# Team 3D (Clan)

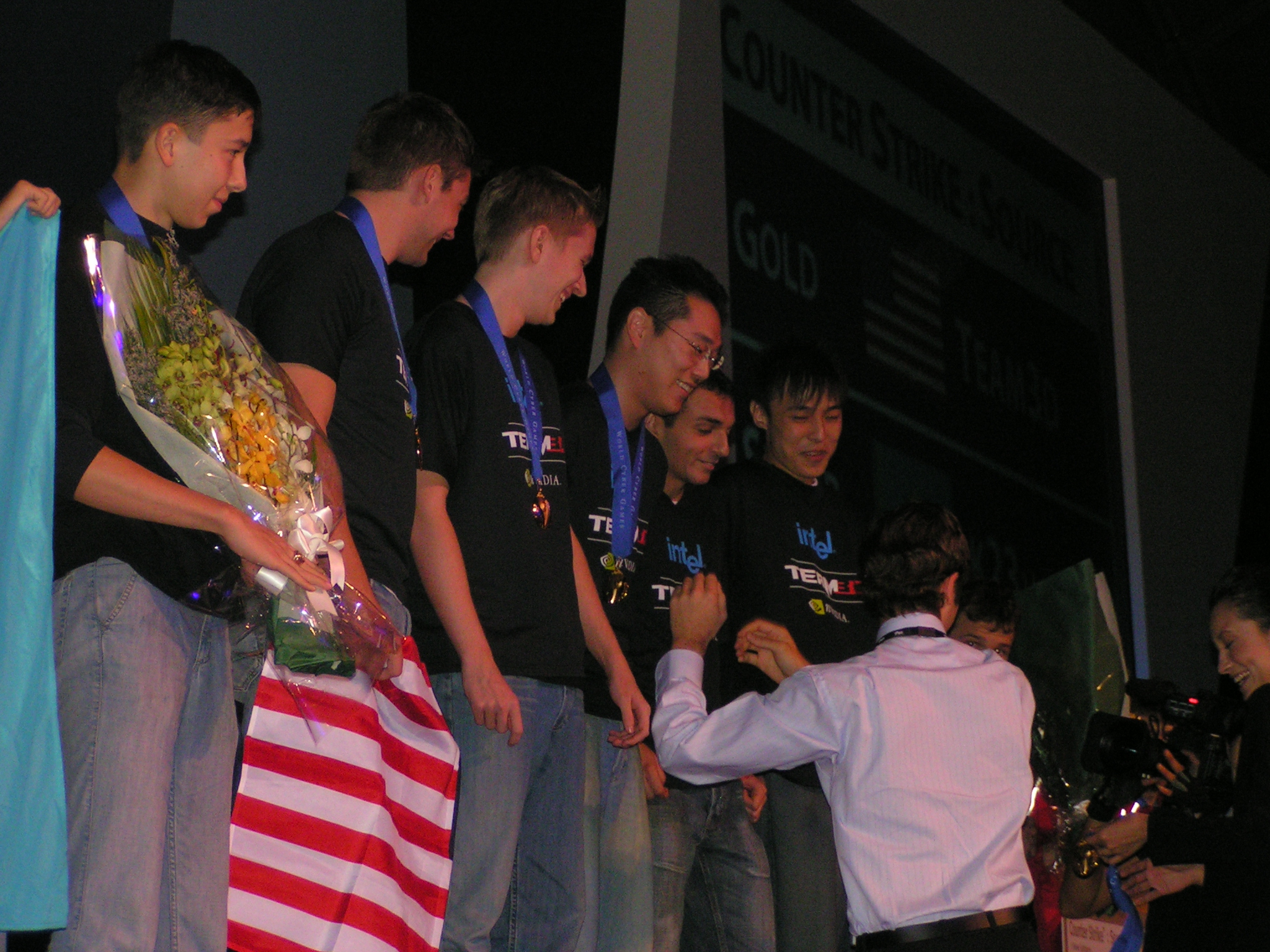
Team 3D gewinnt Gold auf den World Cyber Games 2005 in Singapur

Team 3D war ein amerikanischer E-Sport-Clan. Ab dem Jahr 2007 war er unter dem Namen New York 3D (kurz 3D.NY) eins der Franchise-Teams der Championship Gaming Series, einer exklusiven, unter anderem auf DirecTV übertragenen amerikanischen E-Sport-Liga. Mit der Schließung der CGS wurde auch 3D.NY zu Grabe getragen, im Gegensatz zu compLexity kehrte Team 3D nicht in den „konventionellen“ E-Sport zurück.
Bevor Team 3D im Jahr 2007 von der CGS übernommen wurde und aufgrund der Exklusivverträge mit der Liga nicht an anderen E-Sport-Turnieren teilnehmen bzw. andere als von der CGS vorgegebene Spieler aufnehmen durfte, war es einer der erfolgreichsten amerikanischen Clans. 3D zeigte in mehreren Computerspielen Präsenz, war aber vor allem wegen der Counter-Strike-Mannschaft weltweit berühmt. Die Amerikaner sind bis heute das einzige Team, das die World Cyber Games zwei Mal in Folge gewinnen konnte, nämlich 2004 und 2005.
Team 3D war Gründungsmitglied der G7 Teams, ist jedoch mit der Umsiedlung in die Championship Gaming Series aus der Vereinigung der führenden Clans ausgeschieden.

## Erfolge (Auszug)

### Counter-Strike
- CPL Winter 2002: 1. Platz
- CPL Summer 2003: 2. Platz
- World Cyber Games 2003: 2. Platz
- World Cyber Games 2004: 1. Platz
- World Cyber Games 2005: 1. Platz

### Warcraft III
- World Series of Video Games 2006: 4. Platz – Dennis „Shortround“ Chan

### Painkiller
- CPL World Tour Finals 2005: 7. Platz – Mark „Wombat“ Larsen
- CPL World Tour Finals 2005: 13. Platz – Sean „daler“ Price

### Halo 2
- World Cyber Games 2005: 1. Platz